# Gyíkhagyma
A gyíkhagyma (Allium angulosum) az egyszikűek (Liliopsida) osztályának a spárgavirágúak (Asparagales) rendjébe, ezen belül a amarilliszfélék (Amaryllidaceae) családjába tartozó faj.

## Elterjedése
A gyíkhagyma Magyarországon Nyugat-Dunántúlon (Sopron-Vas), Dél-Dunántúlon, illetve keleten a Zempléni-hegység, a Cserhát, a Vértes, a Bakony, a Balaton-felvidéken elterjedt, valamint a Gödöllői-dombság és a Börzsöny területén él, valamint a Mátrában is megtalálhatóak állományai.

## Megjelenése
A gyíkhagyma 20-40 centiméter magas, hagymája 0,5–1 cm átmérőjű, hengeres-keskeny orsó alakú.
A Levelei szálasak, laposak, az aljuk felé élesen ormos hátúak. Hosszú kocsányú, gömbös-lapos bogernyőben nyíló virágai rózsaszínűek. A portok legfeljebb félig áll ki a csillogó rózsaszín virágból. A termés gömb alakú, három élű tok.

## Életmódja
A gyíkhagyma láprétek növénye.
A virágzási ideje júliustól szeptemberig tart.

## Képek

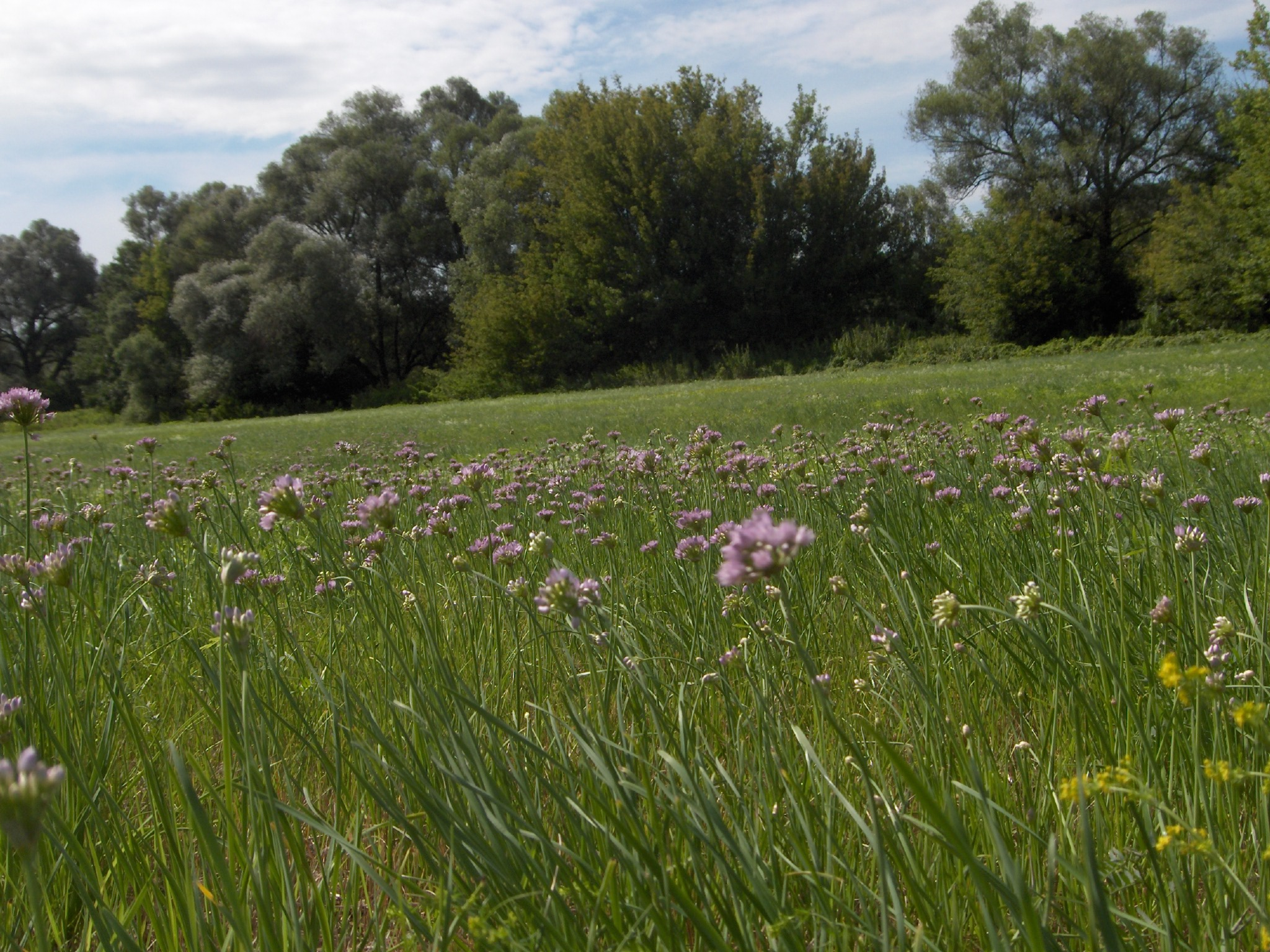
Tömeges gyíkhagyma egy Ipolydamásd melletti kaszálóréten
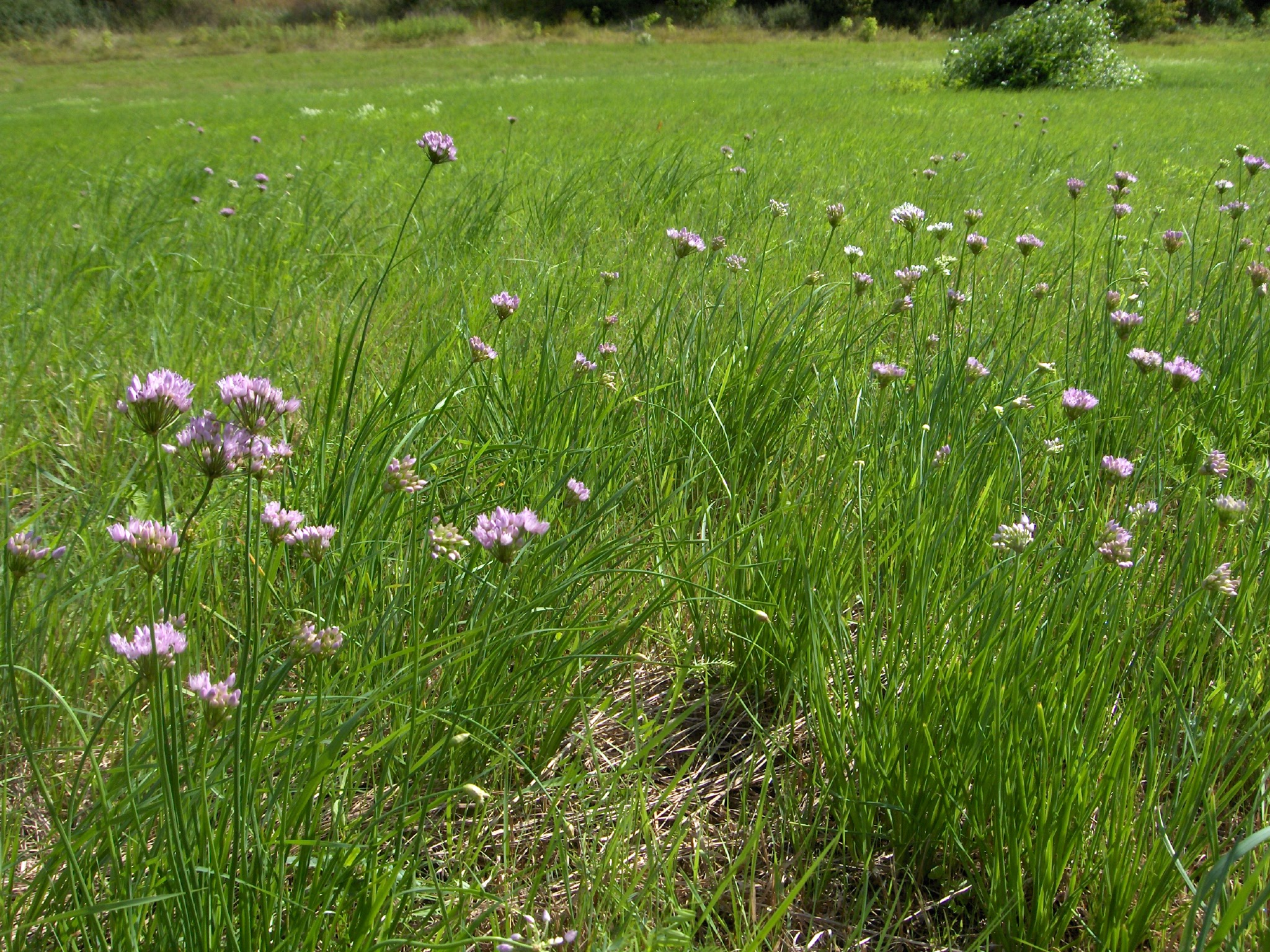
Gyíkhagyma tövek egy Ipoly melletti réten
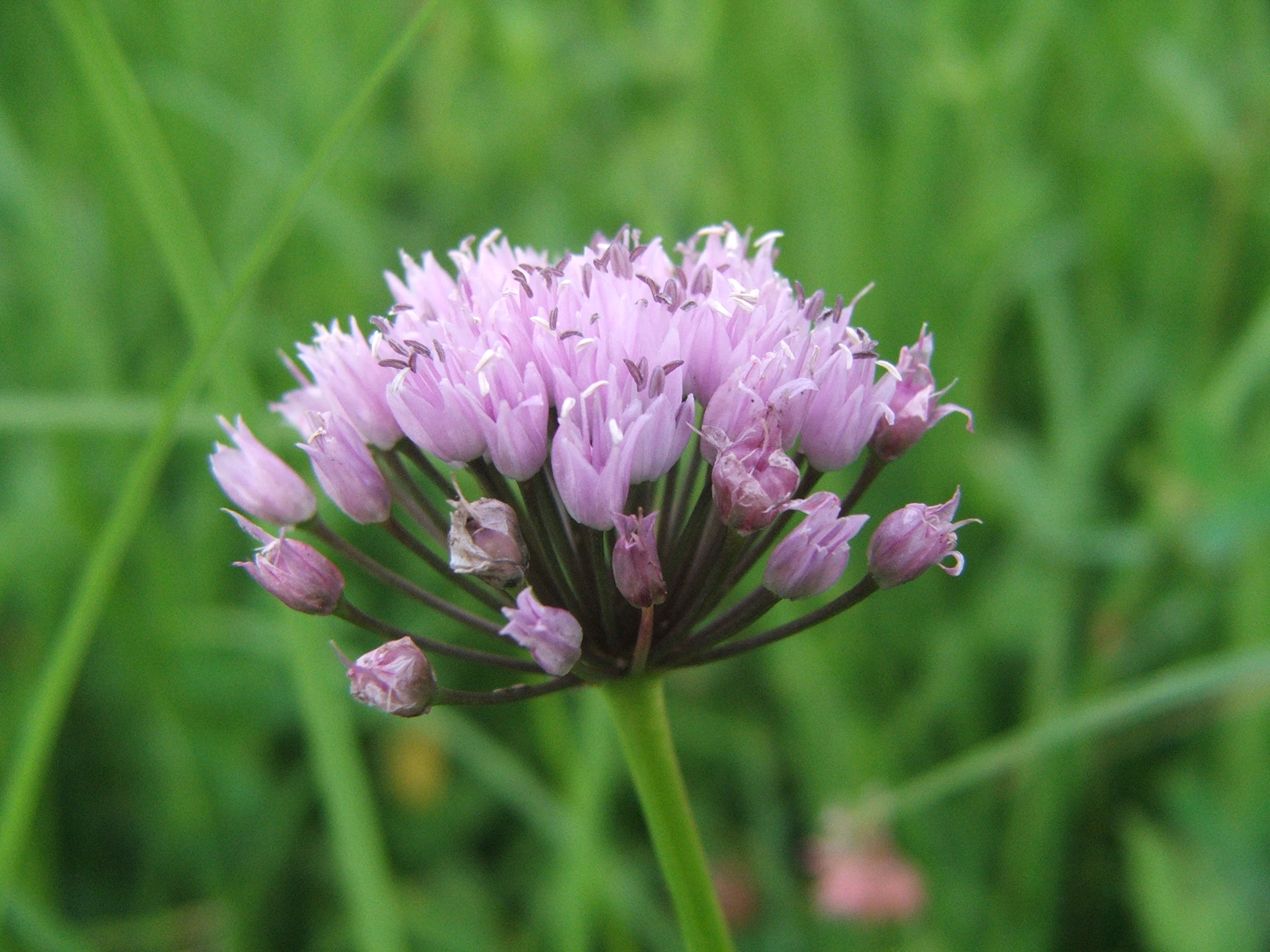
Virágzata
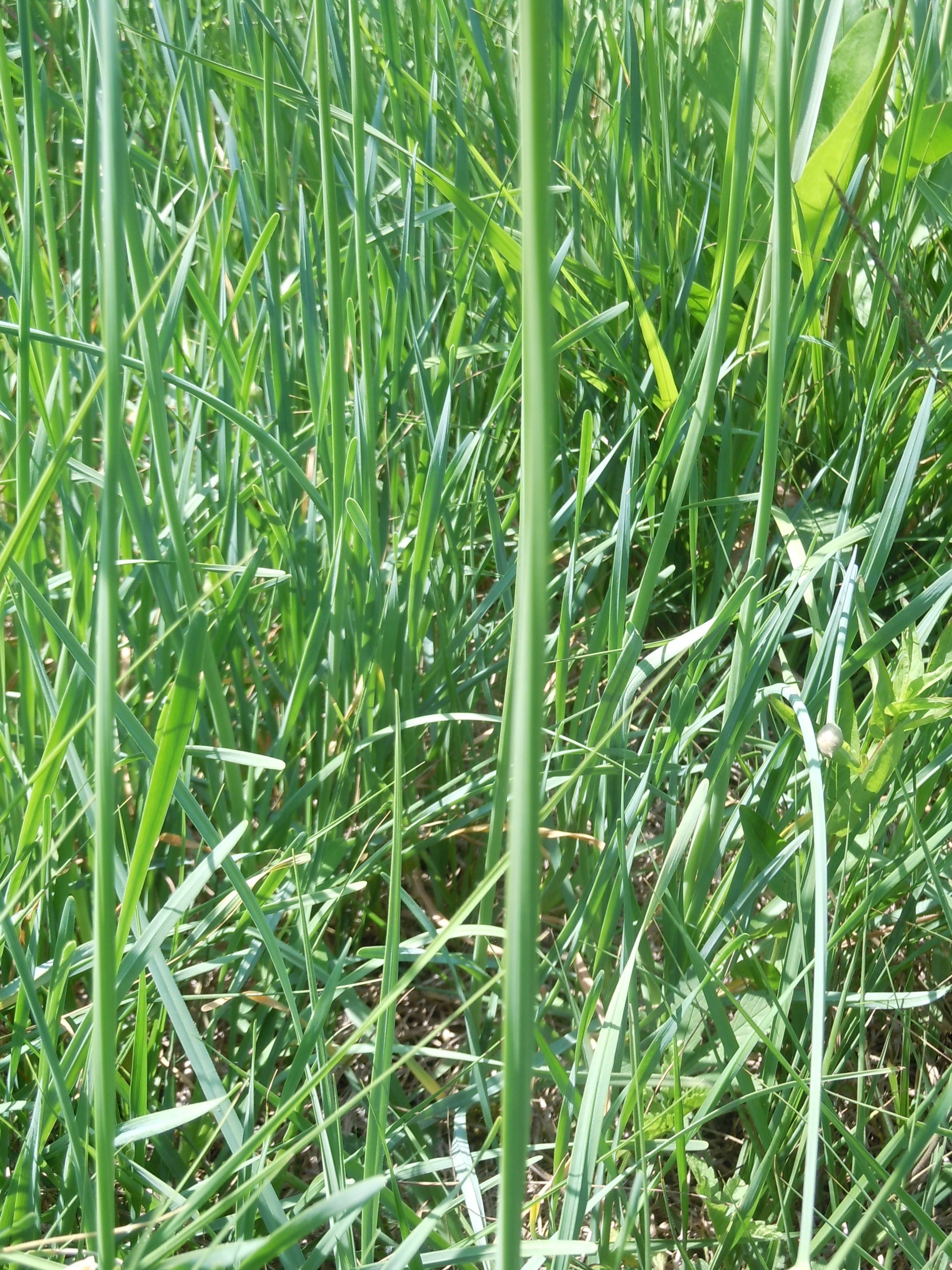
Szárai és levele
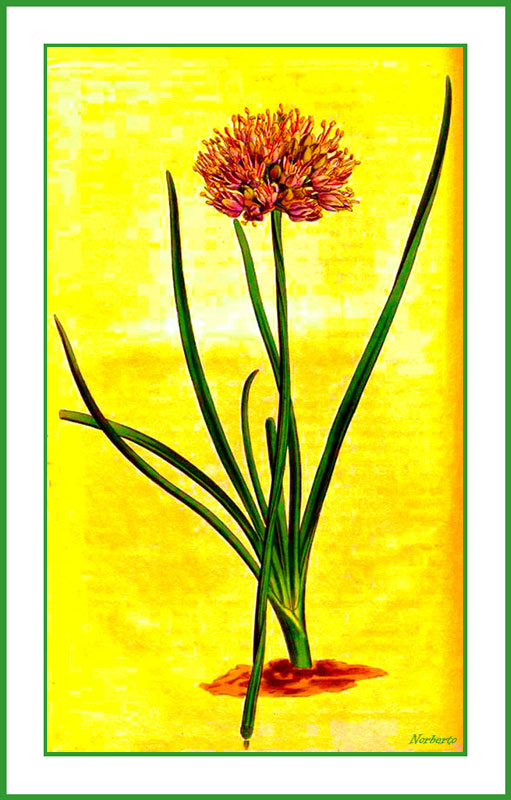
Herbáriumi illusztrációja